# Dano (Burquina Fasso)
Dano é uma cidade burquinense, capital da província de Ioba. Em 2012, sua população era estimada em 20 221 habitantes.